# Elaeocarpus linsmithii
Elaeocarpus linsmithii là một loài thực vật có hoa trong họ Côm. Loài này được Guymer mô tả khoa học đầu tiên năm 1984.